# Blosenberg (Triebel)
Blosenberg ist ein Ortsteil der Gemeinde Triebel/Vogtl. im Vogtlandkreis in Sachsen.

## Geographie
Der Ort befindet sich nördlich der Staatsstraße 319 (ehemalige Bundesstraße 173) zwischen Plauen und Hof/Saale im sächsischen Vogtland nahe der Grenze zu Bayern. Die Abfahrt Hof Ost der Bundesautobahn 93 befindet sich in 2 km Entfernung. Im Westen des Ortes erhebt sich der 591 m hohe namensgebende Blosenberg, über den die Wasserscheide zwischen Saale und Weißer Elster verläuft.

## Geschichte
Blosenberg wurde 1296 als „Plozinberch“ urkundlich ersterwähnt. Der Name deutet auf einen Ort am bloßen Berg, im Sinne von kahler Berg hin. Das Dorf weist Blockflur und Streifenflur auf. Die Gehöfte waren unterschiedlichen Rittergütern lehenspflichtig. So hatten Wiedersberg, Posseck, Sachsgrün, Heinersgrün und Hartmannsgrün bei Oelsnitz die Grundherrschaft in Blosenberg. Gepfarrt wurde der Ort nach Wiedersberg.
Geprägt dürften den Ort die unmittelbare Lage an der alten Reichsstraße Via Imperii und auch die damit einhergehenden Soldatendurchzüge in Kriegszeiten haben. So sind auf den 1780–1806 gefertigten Meilenblättern von Sachsen an der „Poststrasse von Hof nach Plauen“ bei Blosenberg noch eine „alte Schanze“ und ein „Galgenpoel“ verzeichnet. Der Ort gehörte bis ins 19. Jahrhundert zum Amt Voigtsberg.
Um 1900 erfuhr Blosenberg einen deutlichen Bevölkerungsrückgang. Grund war die allgemeine Abwanderung von Arbeitskräften aus den Dörfern in die Städte, den Zentren der Industrie, in diesem Fall hauptsächlich nach Plauen. So sank zwischen 1890 und 1910, also in nur 20 Jahren, die Einwohnerzahl Blosenbergs von 339 auf 180. Ganze Bauerngüter wurden verlassen und verfielen.
Nach dem Zweiten Weltkrieg wurde das Leben im Ort durch die Nähe zur innerdeutschen Grenze deutlich beeinträchtigt. Die Straße nach Hof wurde gesperrt und auf DDR-Seite vermint. Aufgrund der Lage in der 5-km-Sperrzone war der Ort ab 1952 nur noch mit Passierschein zu erreichen. Ein zu Blosenberg gehörendes einzeln stehendes Gehöft am Weg nach Heinersgrün zerstörten die Grenztruppen der DDR. Auf dem Blosenberg wurde ein hoher Beobachtungsturm nebst Unterkünften errichtet. Vom Turm aus überwachte die Sowjetarmee (GSSD) den Funkverkehr der im bayerischen Hof stationierten amerikanischen Armee.
1968 erfolgte die Eingemeindung Blosenbergs nach Wiedersberg. Nach dem Ende der DDR wurden die Grenzanlagen weitgehend beseitigt. Der markante Beobachtungsturm auf dem Blosenberg verschwand im Jahre 2010. Der Berg gehört heute zum Naturschutzgebiet (NSG) An der Ullitz, einem Teil des Naturschutzprojektes Grünes Band Deutschland, welches sich entlang der ehemaligen Grenze zieht. Auch vom sich anschließenden NSG Himmelreich gehören weite Teile zur Gemarkung Blosenberg.